# Joseph Vinoy
Joseph Vinoy (10 tháng 8 năm 1803 – 27 tháng 4 năm 1880) là tướng lĩnh và thượng nghị sĩ thời Đệ Nhị Đế chế Pháp.

## Tiểu sử
Ban đầu ông có ý định gia nhập Giáo hội, nhưng sau vài năm theo học tại chủng viện, ông quyết định theo đuổi binh nghiệp và gia nhập quân đội Pháp vào năm 1823. Khởi đầu là trung sĩ trong Sư đoàn Bộ binh Chiến tuyến số 14, ông từng tham gia vào cuộc viễn chinh xứ Algiers năm 1830. Ông lập công lớn khi đánh chiếm Algiers và trong các chiến dịch tiếp theo nên được thăng cấp Đại tá. Ông trở lại Pháp vào năm 1850. Trong chiến tranh Krym, ông làm tướng lữ đoàn dưới quyền François Certain Canrobert. Nhờ chiến công xuất sắc của mình trong trận Malakoff năm 1855, ông được thăng cấp tướng sư đoàn. Sau đó ông chuyển sang chỉ huy một sư đoàn của quân đoàn Adolphe Niel trong trận Solférino.
Nghỉ hưu do tuổi cao vào năm 1865, ông được triệu tập trở lại phục vụ tại ngũ khi chiến tranh Pháp-Phổ bùng nổ năm 1870. Sau những lần đảo ngược ban đầu, ông được bổ nhiệm làm tư lệnh Quân đoàn XIII vốn không đến mặt trận kịp thời do vướng vào thảm họa Sedan. Vì khéo léo rút quân, ông đưa được cả quân đoàn của mình nguyên vẹn trở về Paris vào ngày 7 tháng 9. Trong cuộc vây hãm Paris, Vinoy chỉ huy quân đoàn III hành quân ở phía nam thủ đô và tham gia mọi hoạt động tác chiến trong khu phố đó. Khi Louis Jules Trochu từ chức, ông được bổ nhiệm vào vị trí tư lệnh tối cao, nhờ vậy mà ông mới có cơ hội đàm phán về việc Pháp đầu hàng quân đội Phổ.
Trong thời kỳ Công xã Paris, ông nắm giữ các quyền chỉ huy quan trọng trong quân đội Versailles, chiếm đóng Tuileries và bảo tàng Louvre đang bốc cháy vào ngày 23 tháng 5 năm 1871. Dựa vào những thành tích này mà về sau ông được chính phủ Pháp trao tặng Bắc Đẩu Bội tinh hạng Tổng Chỉ huy.
Vinoy có để lại một số cuốn hồi ký viết về Chiến tranh Pháp-Phổ như Operations de l'armée pendant le siege de Paris (1872); L'Armistice et la commune (1872) và L'Armée française (1873).
Khu tự quản Vinoy ở Quebec, Canada, được đặt tên để vinh danh ông (từ năm 1996 là một phần của Khu tự quản Chénéville).